# Three Coins in a Fuchsbau
Three Coins in a Fuchsbau (conocido como Tres monedas al Fuchsbau en América Latina) es el decimotercer episodio de la primera temporada de la serie de televisión estadounidense de drama/policial/fantasía Oscura: Grimm. El episodio fue escrito por los creadores de la serie David Greenwalt y Jim Kouf, mientras que la dirección estuvo a cargo de Norberto Barba. El episodio se estrenó originalmente el 2 de marzo del año 2012 por la cadena de televisión NBC. En América Latina el episodio debutó el 2 de abril del mismo año por el canal Unniversal Channel.
En este episodio Nick se topa con una enorme pista relacionada con el homicidio de sus padres cuando se pone a investigar el intento fallido del robo de las monedas de zakynthos, unas místicas y sobrenaturales monedas que corrompen a quien las toque. 

## Argumento
Tres asaltantes y wesen salvajes, Soledad Marquesa, Ian Flynn y Hans Roth se preparan para cometer un asalto en una tienda de joyas. El dueño del lugar, Samuel Bertram entra en pánico al saber lo que ocurre y huye a la caja fuerte de la tienda, lugar donde se traga tres monedas de oro con desesperación justo antes de morir por una explosión provocada por los ladrones. Más tarde Nick, Hank y Wu llegan a la escena solo para descubrir el cuerpo de Samuel con fragmentos impactados en su cuerpo, además de que las cámaras de seguridad de la tienda están alteradas, lo que da a entender que los ladrones son unos profesionales.  
En la guarida de los criminales, Soledad Marquesa se enfurece de saber que las monedas que estaba buscando no están en el motín que robaron y se retira del lugar dejando a Ian y Hans de guardia. Sin embargo en el momento que los dos se quedan solos, son eliminados por una especie de wesen con aspecto de halcón.
En la comisaría Nick y Hank son informados por la forense Harper, que Samuel antes de morir se trago unos extrañas monedas de oro y que estas podrían ser responsables de intoxicar a la víctima. Hank queda curioso por las monedas y decide llevárselas aun en contra de los deseos de una alterada Harper, quien alega necesitarlas para seguir examinándolas. 
A su regreso en la escena del crimen, Nick y Hank se topan con el wesen halcón en su forma humana como Farley Kont, mientras que por otra parte Soledad Marquesa regresa para buscar las monedas, pero al ver a la policía en la escena, este mata a un oficial y decide esperar el momento adecuado para intervenir. Al regresar a la comisaría el Capitán Renard y Nick contemplan a Hank comportarse un poco incomodo y poco después Renard exige ver las monedas. Una vez que sus dos subordinados se retiran, el policía llama a un amigo en Francia para comunicarle que ha encontrado las monedas de Zakynthos.  
Dado que Hank se siente un poco desanimado de haberse separado de las monedas, Nick se ve obligado a interrogar solo a Farley. Este le explica que una vez fue el amante de la tía Marie y también le explica que los ladrones, están buscando las monedas de zakynthos, unas monedas raras y antiguas que influyen de manera paranormal en quien las posea. Farley también le comenta a Nick que los Burkhardt solían ser los guardianes de las mismas hasta que fueron asesinados en ese accidente que dejó a Nick huérfano exactamente por los mismos ladrones que asaltaron la tienda. En la morgue de la comisaría, Soledad Marquesa captura a Harper para interrogarla sobre el paradero de las monedas, pero al no encontrarlas allí, este decide dejarla inconsciente y huir.
Esa misma noche Nick y Monroe van al tráiler de la tía Marie donde encuentran libros que contienen a los Schakale y los Steinadler, las especies a la que pertenecen Soledad Marquesa y Farley Kont.
Al día siguiente, el capitán Renard influido por el poder de las monedas, llega a la comisaría y solicita una conferencia de prensa donde da un alentador discurso y duro discurso donde se compromete a cambiar las cosas y detener el crimen. Mientras Nick y Hank rastrean a Soledad en su más reciente localización, los dos descubren demasiado tarde que el mismo se ha estado haciendo pasar por policía. En el departamento los dos encuentran dos extraños rollos de películas y documentos que hablan sobre las monedas. 
Ambos detectives regresan a la comisaría para tratar de localizar a Soledad. Nick decide liberar a Farley para que lo ayude a detener al peligroso Schakal, quien ha conseguido acorralar al capitán Renard en el estacionamiento de la comisaría en un intento desesperado por apoderarse de las monedas. Nick consigue detener a Soledad, pero cuando este quiere interrogarlo sobre ataque a sus padres hace 18 años, el Schakal muere rogando estar cerca de las monedas. 
Poco después Nick rastrea a Farley, gracias a que el mismo se había aprovechado de la distracción para robar las monedas. Nick consigue arrebatárselas y le advierte de no volver a buscarlas, justo antes de verse obligado a noquearlo. Nick va al tráiler de la tía Marie y utilizando un artefacto del tráiler, el Grimm contempla un vídeo de Adolf Hitler como un portador de las monedas de zakynthos así como su verdadera forma como un blutbad.

## Elenco
- David Giuntoli como Nick Burkhardt.
- Russell Hornsby como Hank Griffin.
- Bitsie Tulloch como Juliette Silverton.
- Silas Weir Mitchell como Monroe.
- Sasha Roiz como el capitán Renard.
- Reggie Lee como el Sargento Wu.
- Titus Welliver como Farley Kolt

## Producción
El argumento del episodio y la frase al inicio del mismo se desprende del relato "el amo de los ladrones".    

### Continuidad
- Se revela que la tía Marie estuvo comprometida con Farley Kont, un Steinadler.
- Soledad Marquesa se revela como el asesino de los padres de Nick.

## Recepción

### Audiencia
En su semana de estreno en los Estados Unidos, Three Coins in a Fuchsbau fue recibido con un total de 5.300.000 de espectadores.

### Crítica
Kevin McFarland de AV Club le dio al episodio una B en una categoría de la A a la F. Comentando: "Esta semana lanzó una llave inglesa en la estructura típica de procedimiento, utilizando otro arriesgada y verdadera opción para los shows sobrenaturales: el objeto mágico. En este caso se trata de tres monedas de oro, que se benefician de su usuario con una cantidad extrema de confianza y valentía, pero con el inconveniente de que hacen el que los toque completamente obsesionados con su obtención. Puedo pensar en muchos diferentes shows que han utilizado esta estructura diferente de su efecto brillante - el episodio de Buffy "Older and Far Away" es probablemente mi tipo de episodio de engaño favorito - pero Grimm no ha construido ese tipo de relaciones complicadas como para tirar algo así afuera. Este es el tipo de elemento místico que todo el mundo quiere tener, no una que obliga a un nuevo tipo de situación. Los mismos pasos, estables a través de un caso siguen todavía allí, sólo un poco aumentada por la presencia de las monedas."